# TrueOS
TrueOS (раніше PC-BSD)  — вільна UNIX-подібна операційна система, версія серверної FreeBSD, оптимізована для використання у настільних комп'ютерах. Розвитком TrueOS займається компанія iXsystems, яка активно бере участь в розвитку FreeBSD, наприклад, сприяє поліпшенню підтримки ZFS і спонсорує багато ініціатив FreeBSD Foundation.
TrueOS має графічну програму встановлення, засновану на BSD Installer. TrueOS використовує за умовчанням середовище KDE, але в комплекті також доступні оточення Lumina, GNOME 3, MATE (форк GNOME 2), Cinnamon, LXDE і Xfce.

## Призначення
Операційна система TrueOS призначена для домашніх комп'ютерів та робочих станцій і покликана конкурувати з іншими «настільними» операційними системами , такими як Microsoft Windows, Mac OS X, різними дистрибутивами GNU/Linux, такими як Fedora, Debian, Ubuntu, SUSE Linux та іншими.

## Система пакунків
TrueOS має систему пакетів TXZ, які встановлюються в системних каталогах, що дозволяє кожному пакету бути відносно залежним, і не відбувається чіткий поділ між пакетами і основною системою. Програми розповсюджуються в пакетах разом з багатьма залежними бібліотеками, що полегшує їх встановлення. У TrueOS є графічна програма встановлення та видалення пакетів TXZ. У той же час у ній є і система портів (ports) та пакетів (packages) FreeBSD. Велика колекція TXZ пакетів представлена на сайті «pkg.cdn.trueos.org».

## Історія
PC-BSD до версії 8.2 має оригінальну систему інсталяторів PBI, які встановлюються в окрему директорію, що дозволяє кожному інсталятору бути відносно незалежним, і відбувається чіткий поділ між інсталяторами і основною системою. Програми розповсюджуються в інсталяторах разом з багатьма залежними бібліотеками, що полегшує їх встановлення. У PC-BSD є графічна програма встановлення та видалення інсталяторів PBI. Велика колекція PBI інсталяторів представлена на сайті «pbiDIR». З сьомої версії здійснено перехід на новий порядок випуску версій з метою відповідності батьківським версіями FreeBSD.
| Версія       | Дата виходу       | Версія FreeBSD     |
| ------------ | ----------------- | ------------------ |
| 1.0          | 29 квітня 2006    | 6.0                |
| 1.1          | 29 травня 2006    | 6.1                |
| 1.11         | 19 червня 2006    | 6.1                |
| 1.2          | 12 липня 2006     | 6.1                |
| 1.3          | 31 грудня 2006    | 6.1                |
| 1.3.2        | 19 січня 2007     | 6.2-STABLE         |
| 1.3.3        | 12 лютого 2007    | 6.2-STABLE         |
| 1.3.4        | 18 квітня 2007    | 6.2-STABLE         |
| 1.4          | 24 вересня 2007   | 6.2-STABLE         |
| 1.4.1        | 16 листопада 2007 | 6.3-PRERELEASE     |
| 1.4.1.x      | 24 лютого 2008    | 6.3-PRERELEASE     |
| 1.5          | 12 березня 2008   | 6.3-STABLE         |
| 1.5.1        | 24 квітня 2008    | 6.3-STABLE         |
| 7.0          | 15 вересня 2008   | 7.0-STABLE         |
| 7.0.1        | 17 жовтня 2008    | 7.0-STABLE         |
| 7.0.2        | 10 грудня 2008    | 7.1-PRERELEASE     |
| 7.1-BETA1    | 6 березня 2009    | 7.1-RELEASE        |
| 7.1-RC1      | 27 березня 2009   | 7.2-PRERELEASE     |
| 7.1          | 10 квітня 2009    | 7.2-PRERELEASE     |
| 7.1.1        | 4 липня 2009      | 7.2-STABLE         |
| 8.0-BETA     | 1 січня 2010      | 8.0-RELEASE        |
| 8.0-RC1      | 27 січня 2010     | 8.0-RELEASE-P2     |
| 8.0-RC2      | 11 лютого 2010    | 8.0-RELEASE-P2     |
| 8.0          | 22 лютого 2010    | 8.0-RELEASE-P2     |
| 8.1-BETA1    | 6 червня 2010     | 8.1-PRERELEASE     |
| 8.1-RC1      | 21 червня 2010    | 8.1-RC1            |
| 8.1-RELEASE  | 20 липня 2010     | 8.1-RELEASE        |
| 8.2-RC1      | 10 січня 2011     | 8.2-RC1            |
| 8.2-RELEASE  | 4 лютого 2011     | 8.2-RELEASE        |
| 9.0-RELEASE  | 13 січня 2012     | 9.0-RELEASE        |
| 9.1-RELEASE  | 18 грудня 2012    | 9.1-RELEASE        |
| 9.2-RELEASE  | 7 жовтня 2013     | 9.2-RELEASE        |
| 10.0-RELEASE | 29 січня 2014     | 10.0-RELEASE       |
| 10.1-RELEASE | 14 листопада 2014 | 10.1-RELEASE       |
| 10.2-RELEASE | 21 серпня 2015    | 10.2-RELEASE       |
| 10.3-RELEASE | 4 квітня 2016     | 10.3-RELEASE       |
| TrueOS 11.0  | 1 вересня 2016    | FreeBSD-CURRENT    |
|              | 2020              | розробку припинено |

## Виноски
1. ↑  Архівована копія. Архів оригіналу за 6 листопада 2018. Процитовано 2 листопада 2018.{{cite web}}:  Обслуговування CS1: Сторінки з текстом «archived copy» як значення параметру title (посилання)
2. ↑  PC-BSD is Now TrueOS. Архів оригіналу за 16 січня 2017. Процитовано 15 січня 2017.
3. ↑  Introduction. Архів оригіналу за 22 квітня 2017. Процитовано 21 квітня 2017. [Архівовано 2017-04-22 у Wayback Machine.]
4. ↑  pbiDIR. Архів оригіналу за 27 березня 2013. Процитовано 27 березня 2013.
5. ↑  PC-BSD Release Notes 8.1-BETA1. Архів оригіналу за 18 червня 2010. Процитовано 5 червня 2010.
6. ↑  PC-BSD Release Notes 8.1-RC1. Архів оригіналу за 16 лютого 2012. Процитовано 14 січня 2012.
7. ↑  PC-BSD Release Notes 8.1-RELEASE. Архів оригіналу за 16 лютого 2012. Процитовано 14 січня 2012.
8. 1 2  PC-BSD Release Notes 8.2-RC1. Архів оригіналу за 16 лютого 2012. Процитовано 14 січня 2012.
9. ↑  PC-BSD 9.0 Released!. Архів оригіналу за 16 лютого 2012. Процитовано 14 січня 2012.
10. ↑  PC-BSD 9.1 Now Available. Архів оригіналу за 19 грудня 2012. Процитовано 19 грудня 2012.
11. ↑  PC-BSD 9.2 Now Available. Архів оригіналу за 10 січня 2014. Процитовано 10 січня 2014. [Архівовано 2013-12-30 у Wayback Machine.]
12. ↑  Official PC-BSD Blog » PC-BSD 10.0-RELEASE is Now Available. Архів оригіналу за 30 січня 2014. Процитовано 30 січня 2014.
13. ↑  Official PC-BSD Blog » PC-BSD 10.1-RELEASE is Now Available. Архів оригіналу за 20 листопада 2014. Процитовано 11 січня 2016.
14. ↑  Official PC-BSD Blog » PC-BSD 10.2-RELEASE is Now Available. Архів оригіналу за 22 серпня 2015. Процитовано 11 січня 2016. [Архівовано 2015-08-22 у Wayback Machine.]
15. ↑  PC-BSD Announce PC-BSD 10.3-RELEASE now available!. Архів оригіналу за 7 квітня 2016. Процитовано 5 квітня 2016. [Архівовано 2016-04-07 у Wayback Machine.]
16. ↑  PC-BSD Evolves into TrueOS. Архів оригіналу за 12 листопада 2016. Процитовано 2016-09-31.

## Дивись також
- DesktopBSD
- FreeBSD
- Порівняння операційних систем сімейства BSD

## Зовнішні посилання
- Офіційний сайт проекту PC-BSD [Архівовано 5 січня 2017 у Wayback Machine.] (англ.)
- Сайт проекту PC-BSD [Архівовано 18 квітня 2005 у Wayback Machine.] (англ.)
- Сайт російськомовного співтовариства PC-BSD (англ.)